# Operation Black Buck
Operation Black Buck ((engelsk): Operation Hjorteantilope) var en serie af syv planlagte (heraf fem gennemførte) togter med tunge bombefly under Falklandskrigen. Flyvningerne udførtes af RAF Strike Commands firmotorers Avro Vulcan-bombefly og Handley Page Victor-tankfly. Basen var øen Ascension, otte grader syd for ækvator, og målet var Falklandsøerne.
Black Buck-missionerne var de hidtil længste bombetogter. Strækningen frem og tilbage var på 15.000 km, og tog 16 timer. Rekorden blev slået under Golfkrigen i januar 1991, hvor syv B-52G fra Barksdale AFB i Louisiana angreb irakiske mål, en tur på 35 timer. Bombeflyene blev dog lufttanket af tankfly udstationeret i Europa og Mellemøsten.  

## Baggrund
Eftersom Falklandskrigen foregik i Sydatlanten langt fra de britiske øer, blev indsatsen domineret af Royal Navy, og efter landgangen af den britiske hær. Royal Air Force bidrog med luftbroen til Ascension Island, langdistance rekognosceringsflyvninger og deltog med én tung helikopter og Harrier-jagerbombere på Falklandsøerne. Men RAF var også fast besluttet på at slå sin eksistens fast ved at angribe argentinerne på Falklandsøerne med tunge bombefly.

## Forberedelser

### Ombygning
Før indsatsen fik Vulcan-flyene indbygget  blandt andet Dash 10 støjsendere fra Buccaneer og inertinavigationssystemer fra Vickers VC10. Lufttankningsudstyret, som tidligere var demonteret, blev geninstalleret. Et antal AGM-45 Shrike anti-radarmissiler indkøbtes fra USA til brug mod argentinske luftvarslingsradarer som var overført til øerne. For at besætningen kunne udholde de lange flyvninger, fik flyene et kemisk toilet om bord.

### Deployering
Fire ombyggede Vulcan-bombefly blev deployeret fra flybasen Waddington i Lincolnshire sammen med 20 Handley Page Victor-tankfly fra Marham i Norfolk til Wideawake-flyvepladsen på Ascension. Tankflyene var nødvendige for at nå Falklandsøerne, eftersom en Vulcan normalt kun har en rækkevidde på omkring 4000 km.

### Lufttankning
Foruden den ekstra udrustning og næsten ti ton bomber havde bombeflyet også en ekstra pilot som koordinerede tankflyene og som fløj bombeflyet under de kritiske lufttankninger. Det gjorde at flyet kun kunne lette med en begrænset mængde brændstof, for siden at fylde tankene helt op ved hjælp af lufttankning når det havde nået marchhøjden. Desuden skulle et antal tankfly følge med bombeflyet halvvejs til Falklandsøerne, for at brændstoffet skulle kunne række hele vejen, og disse tankfly skulle selv lufttankes.
I alt skulle der bruges elleve tankfly hvoraf de fire af dem skulle lande og tanke, inden de lettede igen for at møde flystyrken på tilbagevejen. Det betød at 13 store fly gik på vingerne ved starten af bombetogtet. Strike Command havde helst set at flere bombefly blev sendt afsted, men det var logistisk set umuligt med den relativt lille flyveplads på Ascension.

## Missionerne

### Black Buck One
Primære fly: XM598, kaptajn: Squadron Leader John Reeve

Reservefly: XM607, kaptajn: Flight Lieutenant Martin Withers

Formålet med det første angreb d. 30. april – 1. maj var at ødelægge Port Stanleys landingsbane. To Avro Vulcan lettede fra Ascension Island omkring klokken 20:00 med 21×454 kg sprængbomber hver. Det primære bombefly blev dog tvunget til at vende tilbage til Ascension Island på grund af at pakningen ved en siderude var utæt. Også et af tankflyene blev tvunget til at returnere.
Reservebombeflyet nåede Port Stanley omkring kl. 4 om morgenen efter at have nærmet sig fra havet i lav højde. Bomberne blev kastet i en skrå vinkel over landingsbanen. To bomber ramte selve landingsbanen og yderligere en ødelagde kontroltårnet.
Kl. 8:30 nåede nyheden om angrebet det britiske forsvarsministerium og nyheden blev sendt på BBC World Service inden bombeflyet havde landet på Ascension.

### Black Buck Two
Primære fly: XM607, kaptajn: Sqr Ldr John Reeve

Reservefly: XM598

Natten til d. 4. maj gennemførtes en identisk mission, men denne gang ramte de ikke landingsbanen. På grund af truslen fra Roland-luftværnsmissiler ramtes området vest for banen . To argentinske soldater mistede livet.

### Black Buck Three
Primære fly: XM612

Reservefly: XM607

Missionen d. 13.–14. maj blev aflyst på grund af for kraftig modvind.

### Black Buck Four
Primære fly: XM597

Reservefly: XM598

Missionen d. 28. maj skulle have været det første angreb med anti-radarmissilet AGM-45 Shrike, men bombeflyet vendte om fem timer efter starten, fordi et af tankflyenes tankningsudstyr var gået i stykker. Da Shrike-missilerne var ophængt udvendigt under vingerne, kunne bombebrønden fyldes med ekstra 3×4.546 liter brændstof, men det rakte dog ikke hele vejen til Falklandsøerne og retur.

### Black Buck Five
Primære fly: XM597, kaptajn: Squadron Leader Neil McDougall

Reservefly: XM598

Den 31. maj startede bombeflyet med Shrike-missiler atter mod Falklandsøerne. Målet var den mobile Westinghouse AN/TPS-43 luftvarslingsradar som Argentinas luftvåben havde udstationeret på øerne. Det første missil ramte ti meter fra målet, og tvang radaroperatørerne til at slukke for radaren, hvilket gjorde at det efterfølgende missil ikke kunne låse på radaren.

### Black Buck Six
Primære fly: XM597, kaptajn: Sqr Ldr Neil McDougall

Reservefly: XM598

Den 3. juni gennemførtes det andet angreb med Shrike-missiler. Af bitter erfaring fra det forrige angreb slukkede argentinerne for den store Westinghouse-radar. Neil McDougall valgte i stedet for at angribe Skyguard-målsøgningsradarer til antiluftskytset. Fire argentinske soldater dræbtes og en radar blev ødelagt.
På hjemturen knækkede lufttankningsbommen af og bombeflyet blev på grund af brændstofmangel tvunget til at nødlande på Galeão-flybasen ved Rio de Janeiro i det neutrale Brasilien. Fly og besætning blev interneret frem til d. 11. juni, da de fik lov til at flyve hjem til Ascension Island mod at afstå fra at deltage i resten af krigen. Det ubrugte Shrike-missil blev konfiskeret af de brasilianske myndigheder.

### Black Buck Seven
Primære fly: XM607, kaptajn: Flt Lt Martin Withers

Reservefly: XM598

Den syvende og sidste mission blev udført d. 12. juni og blev rettet mod argentinske depoter øst for flyvepladsen. Britiske landstyrker havde på det tidspunkt begyndt at rykke frem mod Port Stanley fra højdedragene vest for byen Stanley. Målet var ikke længere at ødelægge landingsbanen (den planlagde man i stedet for at anvende til egne fly, så snart den var erobret) men taktisk støtte til tropperne. Meningen var at bomberne skulle detoneres i lav højde med ødelæggende sprængstykker til følge, men ved en fejl sprængtes de først ved nedslaget, og dannede i stedet for huller i jorden.

## Resultat
Ved første øjekast kan det forekomme at luftangrebene gav et meget magert resultat: Landingsbanen blev repareret indenfor et døgn efter Black Buck One og blev anvendt af propelflyene C-130 Hercules og IA 58 Pucará samt jetflyet Aermacchi MB-339 under resten af krigen. Den store Westinghouse-radar var også operativ, selv om truslen fra Shrike-missilerne gjorde at den ofte blev slukket når britiske bombefly nærmede sig.
Formålet med bombningen af flyvepladsen var at hindre Argentina i at udstationere A-4 Skyhawk og Mirage III kampfly i Port Stanley. I den første uge af april havde argentinerne transporteret bremsewire og tilhørende udstyr til Port Stanley. Selv stålmåtter til at forlænge startbanen med. var på stedet men det meste af entreprenørudrustningen var stadigvæk om bord på fragtskibet Córdoba. Kraterne i banen fra Black Buck One kunne uden den udrustning ikke repareres tilstrækkeligt godt til at muliggøre start og landing af hurtige kampfly. Med de britiske atomubådes blokade af øerne ville der alligevel være mangel på flybrændstof og ammunition for at kunne operere med overlydsfly fra Port Stanley.